# Replot
Replot (finnisch Raippaluoto) ist eine Insel im Kvarken des bottnischen Meerbusens vor der Stadt Vaasa in Finnland. Die Einwohnerzahl beträgt ca. 2100. Replot ist fast rein schwedischsprachig.
Früher eine selbständige Schärengemeinde, gehört Replot seit 1973 der Gemeinde Korsholm (finn. Mustasaari) an. Die Hauptinsel Replot umfasst den gleichnamigen Hauptort sowie die Nebenorte Brändövik, Norra Vallgrund, Södra Vallgrund, Panike und Söderudden.   
Replot hatte früher eine Fährenverbindung mit dem Festland. Eine Brücke, die Replotbron (finn. Raippaluodon silta) wurde 1997 gebaut. Mit einer Länge von 1045 m ist sie die längste Hängebrücke in Finnland. Replot ist auch mit der früher selbständigen Nachbarinsel, gleichzeitig mit Replot an Korsholm angeschlossenen Björkö über eine Dammstrasse verbunden.

Wappen von Replot